# 彭盛木
彭盛木（1902年3月26日—1942年），又名彭阿木，號定之，出生於日治台灣，苗栗三義人，畢業於東亞同文書院，畢業後留校任教於該校中華學生部商務科教學「支那語」（中文）科目等，後為汪精衛國民政府財政部參事兼財政部部長周佛海的通譯，另一方面則任重慶國民政府軍事委員會調查統計局南京站上校副組長，為重慶國民政府進行敵後諜報工作，逝世於1942年末，抗日戰爭勝利後入祀新竹忠烈祠。

## 生平
彭盛木在1902年3月26日出生於日治台灣新竹州苗栗郡三叉庄雙草湖，1923年畢業於臺中州立臺中第一中學校，後於同年入讀東亞同文書院第23期商務科。
1927年彭盛木畢業後留校任教，曾教授日語、中日史要，還有倫理、英語及「支那語」（中文）等課。也在該校學刊《支那研究》發表了實地調查廣東梅縣客家文化之著述——〈客家之研究〉（客家に就いての研究）、〈上海 ノ賣笑婦〉，以及在另一東亞同文書院學刊《華語月刊》發表〈南方旅行所感：客家ニ就テ〉，還著有《支那經濟記事解說（附）金融商業用語》一書。此外，1932年彭盛木率東亞同文書院學生參加天長節暨淞滬戰爭祝捷大會時受虹口公園爆炸事件波及，耳朵因爆炸碎片受傷。
1939年彭盛木從東亞同文書院離職，重慶國民政府安排彭擔任與軍事委員會調查統計局有所聯繫的周佛海的秘書一職，也受軍統局局長戴笠任命為南京情報組副組長。任周佛海秘書期間，彭對中國事務不熟悉之處得到周佛海之妻舅楊惺華協助，因此也藉著楊擔任汪精衛政權中國國民黨中央黨部連絡主任之便，傳遞了九江、南昌、武昌、漢口等地軍情，以及1940年8月10日進行的「日華國交調整交涉」。
1941年12月下旬即從楊惺華處傳出汪精衛政權特工總部已偵知軍統局南京站的間諜行動，翌年1月5日彭與南京站組長程克祥及另一副組長彭壽等皆被特工總部逮捕，汪精衛和汪精衛政權警政部部長李士群因事關重大，欲將落網者處死。彭盛木之妻彭李桃妹走訪任職於《大陸新報》的台灣籍客家人吳濁流後得到建議，向周佛海夫人求援並獲得探監的機會，彭李桃妹因而勸彭盛木三人打消自殺的意圖。最終，彭盛木在關押三十餘日後由周佛海派楊惺華將其保釋，並復回原職，不久升任財政部專員。1942年末彭盛木逝世，1942年11月5日刊登在《大陸新報》的訃聞作「父財政部專員兼中央儲備銀行總裁秘書彭盛木儀敗血症ニテ本月三日午後一時急逝致候此段辱知諸賢ニ御通知申上候」謂彭盛木係因敗血症病故，而據吳濁流說：「果然這位『三不怕』彭參議，在上海舉行的（1942年）十一月三日的『明治節』慶祝會上，被日方毒殺了。當這件事發生的時候，我已回到臺灣，所以詳細情形並不清楚」，其妹彭淑真在1948年二二八事件替被捕的丈夫饒維岳向政府陳情時也說：「氏兄彭盛木，任職中央，為擔負特務工作，屢得氏夫種種接濟，或為鼓勵，俾完成重任，為國效勞。在抗戰期間不惜艱危，深入淪陷區，以達成使命，不幸六年前在上海敵後工作，為敵人謀害殉職。緬懷往昔，氏夫輒予忠言勉勵，大丈夫能為國家盡忠，為民族盡孝，雖死獲榮，今氏兄果中此言，死者雖死，而在天之靈亦有所知也」。